# فرانك أوستروفسكي
فرانك أوستروفسكي (بالألمانية: Frank Ostrowski)‏ (و. 1960 – 2011 م) هو مبرمج، ومهندس، ومؤلف، وكاتب، وعالم حاسوب من ألمانيا، وألمانيا الغربية، توفي عن عمر يناهز 51 عاماً.